# Greg Kot
Greg Kot, född 3 mars 1957, är en amerikansk journalist, skribent och författare. Han är sedan år 1990 musikkritiker på tidningen Chicago Tribune.